# Hubert Detremmerie
Hubert Detremmerie (Deerlijk, 26 maart 1930 - Ronse, 9 november 2008) was een Belgisch bankier.

## Levensloop
Hubert Detremmerie, van opleiding een licentiaat in de handels- en financiële wetenschappen, was verbonden aan de christelijke arbeidersbeweging en voorzitter van de voormalige bank BAC (Belgische Arbeiders Coöperatie) (later BACOB en nu geïntegreerd in Belfius). 
In 1991 onthulde Hugo De Ridder het verhaal van de gesprekken van Poupehan, waaruit bleek dat er een intens informeel contact bestond tussen politicus Wilfried Martens, vakbondsleider Jef Houthuys, kabinetsmedewerker en later voorzitter van de Nationale Bank van België Fons Verplaetse en Hubert Detremmerie. De vier stippelden als vrienden in het geheim tussen 1982 en 1987 samen het herstel van de Belgische economie uit, met onder andere een devaluatie van de Belgische frank op 22 februari 1982. Hij stond voor een no-nonsenseaanpak en een uitgebreide dossierkennis.
Andere opdrachten die hij aanvaardde waren de financiële controle bij het ACW; censor (1969-1999), secretaris (1992-1995) en voorzitter (1995-1999) van het college van censoren van de Nationale Bank van België; lid van het directiecomité en beheerder van de NMKN, beheerder van de Katholieke Universiteit Leuven, beheerder van de Universitaire Faculteiten Sint-Aloysius in Antwerpen, bestuurder van Union Minière en voorzitter van EHSAL en van het Sint-Franciscustehuis te Opbrakel.
In maart 1995 nam hij afscheid van de BACOB-bank. Er werd hem toen gevraagd of hij baron wilde worden, als man van de arbeidersbank heeft hij dit geweigerd. Bij EHSAL werd nadien een leerstoel naar zijn naam ingericht. Deze leerstoel werd onder andere een jaar door Karel Van Miert bekleed. Hubert Detremmerie overleed eind 2008 op 78-jarige leeftijd.